# هاميلتون لامب
هاميلتون لامب (بالإنجليزية: Hamilton Lamb)‏ هو جندي وسياسي أسترالي، ولد في 1900 في Epsom, Victoria ‏ في أستراليا، وتوفي في 7 ديسمبر 1943 في تايلاند. نشط حزبياً في الحزب الوطني الأسترالي. وقد انتخب عضو الجمعية التشريعية فيكتوريا عن دائرة Electoral district of Lowan ‏ (2 مارس 1935 – 7 ديسمبر 1943).